# Декамп, Розмари
Розмари Декамп (англ. Rosemary DeCamp, 14 ноября 1910 — 20 февраля 2001) — американская характерная актриса.

## Биография
Розмари Декамп начала свою карьеру на радио в конце 1930-х годов. Она дебютировала на большом экране в 1941 году в фильме «За здоровье мисс Бишоп» и в последующие годы появилась в более сорока различных кинофильмов, в основном студии Warner Bros..
В 1949—1950 годах она снялась в ситкоме «Жизнь Райли», который одним из первых успешных телешоу в истории телевидения. Она добилась наибольшей известности благодаря главной женской роли в ситкоме «Шоу Боба Каммингса». Она снималась в нём с 1955 по 1959 год и получила номинацию на премию «Эмми» в номинации «Лучшая женская роль второго плана в комедийном телесериале». Также она сыграла мать Марло Томас в ситкоме «Эта девушка» (1966—1971). В 1960 году она была удостоена собственной звезды на Голливудской «Аллее славы».
Декамп была замужем за муниципальным судьей Инглвуда Джоном Эштоном Шидлером в течение 57 лет с 1941 года до его смерти в 1998 году. В браке воспитали четырёх дочерей: Маргарет, Марту, Валери и Ниту.
Декамп умерла от пневмонии в 2001 году в возрасте 90 лет. Её кремировали, а прах передали дочери.

## Избранная фильмография
| Год       |   | Русское название         | Оригинальное название           | Роль                                |
| --------- | - | ------------------------ | ------------------------------- | ----------------------------------- |
| 1941      | ф | Задержите рассвет        | Hold Back the Dawn              | Берта Курц                          |
| 1942      | ф | Книга джунглей           | Rudyard Kipling’s Jungle Book   | Мессуа                              |
| 1942      | ф | Янки Дудл Денди          | Yankee Doodle Dandy             | Нелли Коэн                          |
| 1945      | ф | Кровь на солнце          | Blood on the Sun                | Эдит Миллер                         |
| 1945      | ф | Сигнал об опасности      | Danger Signal                   | доктор Джейн Силла                  |
| 1947      | ф | Нора Прентисс            | Nora Prentiss                   | Люси Толбот                         |
| 1950      | ф | Большое похмелье         | The Big Hangover                | Клэр Беллкап                        |
| 1951      | ф | Из ночи в утро           | Night Into Morning              | Энни Эйнли                          |
| 1952      | ф | Скандальная хроника      | Scandal Sheet                   | Шарлотт Грант                       |
| 1960      | ф | 13 призраков             | 13 Ghosts                       | Хильда Зорба                        |
| 1961—1962 | с | Сыромятная плеть         | Rawhide                         | миссис Армстронг / Маргарет Флетчер |
| 1965      | с | Маленький бродяга        | The Littlest Hobo               | Анджела Спенсер                     |
| 1965—1969 | с | Дни в Долине Смерти      | Death Valley Days               | разные персонажи                    |
| 1966—1970 | с | Эта девушка              | That Girl                       | Хелен Мари                          |
| 1970—1973 | с | Семья Партриджей         | The Partridge Family            | бабушка Аманда Ренфрю               |
| 1975      | с | Доктор Маркус Уэлби      | Marcus Welby, M.D.              | медсестра Келли                     |
| 1975      | с | Досье детектива Рокфорда | The Rockford Files              | Мэри Рамси                          |
| 1978      | с | Лодка любви              | The Love Boat                   | Синтия Лаудон                       |
| 1979      | с | Семья                    | Family                          | Амелия Стоун                        |
| 1979—1980 | с | Дни нашей жизни          | Days of Our Lives               | мать-настоятельница                 |
| 1981      | с | Бак Роджерс в XXV веке   | Buck Rogers in the 25th Century | мать Бака                           |
| 1985      | с | Отель                    | Hotel                           | Мэри Тайсон                         |
| 1986—1987 | с | Сент-Элсвер              | St. Elsewhere                   | Эми Джеффрис                        |
| 1989      | с | Она написала убийство    | Murder, She Wrote               | Агнес                               |